# Freestyle ai IX Giochi asiatici invernali - Slopestyle maschile
La gara dello slopestyle maschile si è svolta l'11 febbraio 2025 al Yabuli Ski Resort di Harbin, in Cina.

## Risultati
| Pos | Atleta             | Run 1 | Run 2 | Run 3 | Totale |
| --- | ------------------ | ----- | ----- | ----- | ------ |
| 1   | Rai Kasamura       | 90.00 | 93.25 | DNI   | 93.25  |
| 2   | Ruka Ito           | 81.75 | 88.50 | DNI   | 88.50  |
| 3   | Paul Vieuxtemps    | 59.75 | DNI   | 85.25 | 85.25  |
| 4   | Lin Hao            | 69.75 | DNI   | 78.50 | 78.50  |
| 5   | Shin Yeong-seop    | 75.50 | DNI   | DNI   | 75.50  |
| 6   | Yoon Jong-hyun     | 62.75 | DNI   | DNI   | 62.75  |
| 7   | Abdulla Al-Rasheed | 60.75 | DNI   | DNI   | 60.75  |
| 8   | Sultan Al-Ghandi   | 56.25 | DNI   | DNI   | 56.25  |
| 9   | Lee Seo-jun        | 50.00 | DNS   | DNS   | 50.00  |
| 10  | Salman Al-Kandari  | 42.00 | DNI   | DNI   | 42.00  |
| —   | Brendon Choi       |       |       |       | DNS    |